# Roddam
Roddam – osada i civil parish w Anglii, w hrabstwie Northumberland. W 2001 civil parish liczyła 77 mieszkańców.